# Tristania
Tristania war eine norwegische Symphonic-Metal-/Gothic-Metal-Band.

## Geschichte
Die Band wurde 1996 von Einar Moen, Kenneth Olsson und Morten Veland, dem früheren und jetzigen Sänger von Sirenia, gegründet. Moen und Veland verließen die Band Uzi Suicide und brachten Olsson dazu, Tristania beizutreten. Kurz danach wurden Bassist Rune Østerhus und Gitarrist Anders H. Hidle aufgenommen.
Im Folgejahr nahm Tristania das erste Demo auf und erweiterte sich um Vibeke Stene. Auf Basis des Demos unterzeichnete die Band einen Plattenvertrag bei Napalm Records, die daraufhin das neu gemixte Demo mit neuem Artwork als Maxi-Single Tristania veröffentlichten. Das offizielle Debütalbum Widow’s Weeds erschien Anfang 1998 und stellte eine Mischung aus Symphonic Metal, Death Metal, Gothic Metal und Elementen der klassischen Musik dar. Ein Jahr später erschien der Nachfolger Beyond the Veil, der durch den Einsatz vieler Samples leichte Synth-Rock-Anklänge aufweist.
Gegen Ende des Jahres 2000 verließ Morten Veland, der bis dahin als Kopf der Gruppe galt, die Band aufgrund musikalischer und persönlicher Differenzen und gründete wenig später Sirenia, die musikalisch deutlich an die ersten beiden Tristania-Veröffentlichungen anknüpfen. Das Songwriting wurde daraufhin verstärkt durch den Keyboarder Einer Moen übernommen. Mit dieser personellen Veränderung ging eine musikalische Entwicklung der Band einher. Auf dem dritten Album World of Glass wurde die Stimme Stenes mehr in den Vordergrund gestellt. Darüber hinaus wurden Chöre und Elemente klassischer Musik verstärkt eingesetzt.
Auf dem 2005 erschienenen und von Borge Finstad (Mayhem) produzierten Ashes wurde der Sound weniger episch angelegt. Die Chöre und Elemente klassischer Musik wurden reduziert und die Band bewegte sich mit einigen Liedern mehr in die Richtung des Death Metals. Anfang 2006 stieg Kjetil Ingebrethsen ohne Konflikt aus der Band aus. Als Ersatz sang Vorph (Sänger von Samael) als Gastsänger auf Illumination, welches im Januar 2007 erschien.
Im Februar 2007 verließ Vibeke Stene die Band aus persönlichen Gründen. Ihre Nachfolgerin wurde im Oktober 2007 Mariangela „Mary“ Demurtas, eine ausgebildete Linguistin aus Sardinien. Im Februar 2009 trennte sich die Band von Bassist Rune Osterhus, da dieser die geforderte Zeit für Tristania nicht mehr aufbringen konnte. Er wurde durch Ole Vistnes ersetzt, der schon vorher bei der Band aushalf. Seit demselben Jahr spielt Gyri Losnegaard Gitarre bei Tristania, die zuvor Mitglied der norwegischen Dark-Rock-Band Octavia Sperati war als Ersatz für Svein Terje Solvang, welcher 2008 die Gruppe verließ. Am 25. August 2010 erschien das sechste Studioalbum Rubicon. Es erhielt gute Bewertungen in verschiedenen Metal-Magazinen. Das letzte Album der Band, Darkest White, schloss sich drei Jahre später an.
Die Band löste sich im September 2022 auf, nachdem es in der Familie eines Bandmitglieds einen nicht näher spezifizierten Krankheitsfall gab, der das Fortbestehen unmöglich machte. Im Rahmen der Auflösung wurde auch die geplante Südamerika-Tour im gleichen Jahr gecancelt.

## Diskografie

### Alben
- 1998: Widow’s Weeds
- 1999: Beyond the Veil
- 2001: World of Glass
- 2005: Ashes
- 2007: Illumination
- 2010: Rubicon
- 2013: Darkest White

### Singles und Demos
- 1997: Tristania (Demo)
- 1999: Angina (Single)
- 2001: Midwintertears/Angina (Tristania Demo und Angina Single zusammengefasst + Widow’s Tour DVD)